# سدریک اسمیت
سدریک اسمیت (انگلیسی: Cedric Smith؛ زاده ۲۱ سپتامبر ۱۹۴۳) بازیگر و موسیقی‌دان انگلیسی-کانادایی است. او بیشتر برای ایفای «اَلک کینگ» در قصه‌های جزیره و تله‌فیلم کریسمس اونلی و همچنین صداپیشگی پروفسور ایکس و چند شخصیت دیگر در مردان ایکس شهرت دارد. وی در یکی از آلبوم‌های لورینا مک‌کنیت در سال ۱۹۸۵ خوانندگی کرد. او همچنین بابت ایفای نقشش در قصه‌های جزیره در سال ۱۹۹۳ برندهٔ جایزه جمینای شد.

## گزیدۀ نقش‌آفرینی‌ها

### سینما
- قابل اعتمادها (۲۰۱۴)
- انجیل یوحنا (۲۰۰۳)
- جادوگر ۳: تصرف (۱۹۹۵)
- هزاره (۱۹۸۹)
- هوی متال (۱۹۸۱) - صداپیشه
- دسته سریع (۱۹۷۹)

### تلویزیون
- ماجراهای مرداک (۲۰۱۲) - فصل ۵، قسمت ۱۲: شب مرداک در کانادا
- شرکت (۲۰۰۷)
- جاسوسان تمام‌عیار! (۲۰۰۵)
- شکارچی حرفه‌ای (۲۰۰۲)
- کریسمس اونلی (۱۹۹۸)
- هیروشیما (۱۹۹۵)
- مردان ایکس (۱۹۹۷–۱۹۹۲)
- قصه‌های جزیره (۱۹۹۶–۱۹۹۰)
- شهر مرزی (۱۹۹۰)
- آلفرد هیچکاک تقدیم می‌کند (۱۹۸۹–۱۹۸۸)
- منطقه نیمه‌روشن (۱۹۸۸)
- رؤیای سبز (۱۹۸۵)